# Kramfors kapell
Kramfors kapell är ett kapell i Kramfors, som sedan 1990-talet är församlingskyrka i Gudmundrå församling i Härnösands stift. Byggnaden, som uppfördes 1895 vid det gamla Bruket, är en träkyrka i nygotik.

## Historik
Kapellet uppfördes då sågverksarbetarna krävt en egen kyrka, och Kramforsbolaget efterkommit deras önskemål, vilken invigdes den 22 december 1895 med Albert Thurdin som arkitekt. Den byggdes mellan arbetarkasernerna och lokaltidningen rapporterade att "hon har ett dominerade läge och därifrån erbjuder sig den vackraste utsikt uppåt mot älven och för övrigt vida omkring, en tavla av både storslagen och leende norrländsk natur".
Kapellet är en av få byggnader i staden som finns bevarande sedan sågverksepoken. Kramfors kommun övertog kapellet från SCA när fabriken lades ner 1977, och fick planer på att riva det. 1993 köptes byggnaden av Gudmundrå församling för det symboliska värdet av en krona från kommunen och i gengäld lova att renovera den, vilket genomfördes 1995. Sedan dess används byggnaden mestadels på sommaren, men äldre tillbaks hölls bland annat konfirmationsundervisning och söndagsskola i lokalen.